# Porrhomma indecorum
Porrhomma indecorum är en spindelart som beskrevs av Simon 1910. Porrhomma indecorum ingår i släktet Porrhomma och familjen täckvävarspindlar.
Artens utbredningsområde är Algeriet. Inga underarter finns listade i Catalogue of Life.